# Чу Чет
Чу Чет (кхмер. ជូ ជេត), также известный как Танг Си — камбоджийский революционер, один из руководителей партии «Прачеачун», деятель режима Красных Кхмеров, секретарь Западной зоны Камбоджи (Демократической Кампучии). Член Коммунистической партии Кампучии.

## Биография
Чу Чет родился в провинции Кампот. В годы Первой Индокитайской войны присоединился к партизанам Кхмер Иссарак, участвовал в вооруженной борьбе против французской колониальной администрации. Вступил в ряды Коммунистической партии Индокитая в 1951 году, проходил политическую подготовку на территории Вьетнама. Работал в качестве редактора газеты «Прачеачун», в январе 1962 году вместе с Нон Суоном заключен в тюрьму за антиправительственную деятельность против Нородома Сианука. После освобождения вернулся в родную провинцию, где продолжил свою политическую деятельность, постепенно дослужился до заместителя Та Мока.
С момента образования в 1970 году Королевском правительстве национального единства Камбоджи занимал должность министра по религиозным и социальным делам.
Арестован 15 марта 1978 года во время внутрипартийных чисток в рядах Красных Кхмеров. Вместе с другими руководителями Западной зоны этапирован в печально известную тюрьму С-21, впоследствии расстрелян.